# Seznam sopečných erupcí podle počtu obětí
Seznam sopečných erupcí podle počtu obětí je seznam nejtragičtějších sopečných erupcí.

## Seznam
| Název sopky     | Stát                      | Počet obětí       | VEI | Rok erupce | Poznámka |
| --------------- | ------------------------- | ----------------- | --- | ---------- | --- |
| Tambora         | Indonésie                 | 71 000 až 250 100 | 7   | 1815       | Poslední erupce síly VEI 7, k níž na Zemi došlo (silnější VEI 8 lidstvo nepamatuje). Tambora vyvrhla asi 150 km³ pyroklastických trachyandezitů a sopečný mrak dosáhl výšky 44 km. Popela bylo prý tolik, že v okruhu 65 km se pod jeho tíhou propadaly střechy domů a v okruhu 80 km údajně zahynulo vše živé. V důsledky výbuchu, hladomorů a nemocí zemřelo asi 92 000 osob. Katastrofu doprovázelo i pětimetrové tsunami, které způsobilo povodně po celé Indonésii. Obrovské množství popela a síry v atmosféře vyvolalo velmi silné ochlazení klimatu, načež následující rok 1816 je označován jako rok bez léta. |
| Krakatoa        | Indonésie                 | 36 000            | 6   | 1883       | V důsledku dvou staletí nečinnosti jinak velmi aktivní sopky došlo k jedné z nejbouřlivějších a nejslavnějších sopečných erupcí v lidských dějinách. Doprovázely ji několik až 40 m vysokých vln tsunami, jež si v Sundském průlivu vyžádaly 36 000 životů. Jeho pobřeží poté zdevastovaly mohutné pyroklastické proudy, které bez potíží překonaly 40 kilometrů vodní plochy, rozdělující pevninu a sopečné souostroví. Erupce skončila čtyřmi gigantickými explozemi, z nichž ta třetí vygenerovala nejhlasitější zaznamenaný zvuk na Zemi. Slyšet byl až na druhém konci Indického oceánu, 4 800 km daleko. Sopečný popel následně způsoboval po celé planetě rudé západy slunce po několik let. Dohromady bylo vyprodukováno 25 km³ lávy a popela. |
| Mont Pelée      | Martinik                  | 30 000            | 4   | 1902       | Erupce sopky vytvořila pyroklastický proud o teplotě 1 000 °C, který v rychlosti 670 km/h zasáhl 6 km vzdálené přístavní město Saint-Pierre, v němž žilo 28 000 obyvatel. Okamžitě zemřelo více než 30 tisíc lidí. Počet obětí navíc navýšili uprchlí venkované, kteří se v něm ukryli v důsledku předchozí sopečné aktivity a posádky plavidel kotvící v přístavu. V zasažené oblasti přežily jen dvě osoby. |
| Nevado del Ruiz | Kolumbie                  | 23 000            | 3   | 1985       | Nepříliš velká erupce roztavila ledovec na vrcholu, čímž se spustil lahar (sopečný bahnotok). O 100 kilometrů dál udeřil na město Armero a zahubil téměř 90% jeho obyvatel. |
| Rinjani         | Indonésie                 | 15 000 až 20 000  | 7   | 1258       | Jedna z největších erupcí za poslední tisíciletí ovlivnila světové klima do takové míry, že v samotném Londýně zemřelo na následky hladomoru 15 až 20 tisíc osob. Do atmosféry se dostalo více než 100 km³ sopečného materiálu. |
| Unzen           | Japonsko                  | 15 000            | 2   | 1792       | Kolaps lávových dómů do moře vyvolal tsunami vysoké 100 metrů, jenž si vyžádalo 15 tisíc životů. |
| Vesuv           | Itálie                    | +13 000           | 5   | 79         | Zpočátku pliniovský typ erupce vynesl erupční sloupec až do výšky 30 km. Jihovýchodní větry ho unášely přes Pompeje, čímž se na ně snášel sopečný spad. Po deseti hodinách se sloupec začal hroutit pod svojí vlastní vahou a vzniklo několik pyroklastických proudů. Většina zasáhla Herculaneum a skončilo pod vrstvou sopečných depozitů silnou 23 metrů. Pompeje zasáhly jen dva proudy a po skončení dvoudenní erupce byly pohřbeny pod šesti metrovou vrstvou strusky a popela. Celkový vyvržený objem se odhaduje na 1–4,4 km³. |
| Laki            | Island                    | 10 000            | 6   | 1783–1784  | Z 25 km dlouhé trhliny tryskala láva po dobu 8 měsíců. Spolu s 15 km³ lávy a tefry se na povrch dostalo také 8 miliónů tun fluorovodíku, přes 120 miliónů tun oxidu siřičitého a přes 90 miliónů tun kyseliny sírové. Jedovatý mlžný opar se dostal až do Evropy, včetně Česka. Dále byl |
| Kelut           | Indonésie                 | 10 000            | 5   | 1586       | |
| Santa María     | Guatemala                 | 6 000             | 6   | 1902       | |
| Kelut           | Indonésie                 | 5 000             | 4   | 1919       | |
| Galunggung      | Indonésie                 | 4 011             | 5   | 1822       | |
| Vesuv           | Itálie                    | 3 360             | 5   | 1631       | |
| Papandayan      | Indonésie                 | 2 957             | 3   | 1772       | |
| Lamington       | Papua Nová Guinea         | 2 942             | 4   | 1951       | |
| Awu             | Indonésie                 | 2 806             | 3   | 1856       | |
| Tseax           | Kanada                    | 2 000             | ?   | ~1700      | |
| El Chichón      | Mexiko                    | 1 900             | 5   | 1982       | |
| Soufrière       | Svatý Vincenc a Grenadiny | 1 680             | 4   | 1902       | |
| Agung           | Indonésie                 | 1 584             | 5   | 1963       | |
| Awu             | Indonésie                 | 1 532             | 3   | 1892       | |
| Huaynaputina    | Peru                      | 1 500             | 6   | 1600       | |